# Guillermo González Gilbey
Guillermo González Gilbey (1926-12 de julio de 1987), fue un empresario español residente en Barcelona que fundó el Instituto Guttmann de Barcelona.

## Biografía
Guillermo González Gilbey residía en Barcelona en donde representaba los intereses de la empresa familiar González Byass y se relacionaba con la burguesía barcelonesa. Sufrió un accidente de tráfico el 3 de septiembre de 1958 que le dejó tetrapléjico debido a una grave lesión traumática medular a la altura del cuello.
A fin de recibir la asistencia médico-rehabilitadora adecuada, tras cuatro meses en España sin resultados, tuvo que ser trasladado al hospital de Stoke Mandeville, sito en las cercanías de Londres, Inglaterra en el que se aplicaban las nuevas técnicas desarrolladas por el doctor Ludwig Guttmann para el tratamiento integral de las lesiones medulares. Tras once meses de tratamiento integral pudo adquirir el grado de rehabilitación necesario para volver ser un hombre plenamente activo y emprendedor, pese a quedar con grandes limitaciones físicas —nunca recuperó la movilidad ni la sensibilidad por debajo de la altura del corazón y, aunque pudo recuperar buena parte de la movilidad de los brazos, no podía mover los dedos de las manos— y viéndose obligado a desplazarse en silla de ruedas. Al volver a Barcelona, se propuso la creación de un centro hospitalario especializado que pudiese proporcionar a sus compatriotas parapléjicos y tetrapléjicos la asistencia sanitaria y el tratamiento rehabilitador que él había podido recibir en el extranjero, gracias a sus medios económicos, pero que no estaba disponible en España para personas con menores recursos.
Fruto de su espíritu emprendedor y sus buenas relaciones, consiguió en poco tiempo el gran logro de aunar los recursos y voluntades para hacer posible ya el 27 de noviembre de 1965 la inauguración en Barcelona del primer hospital de España dedicado al tratamiento y la rehabilitación integral de las personas afectadas por una lesión medular. Este nuevo hospital recibió el nombre de Instituto Guttmann en honor del doctor Ludwig Guttmann, quien colaboró activamente desde el principio en el proyecto. 
Este primer centro ocupó el antiguo Hospital de la Magdalena, situado en el barrio de La Sagrera de Barcelona, en aquel momento en desuso y que fue convenientemente adaptado para la función que había de iniciarse. En 2002 el Instituto Guttmann se trasladó a su nueva sede de Badalona, mucho más grande y moderna.